# Reformierte Kirche Sarn

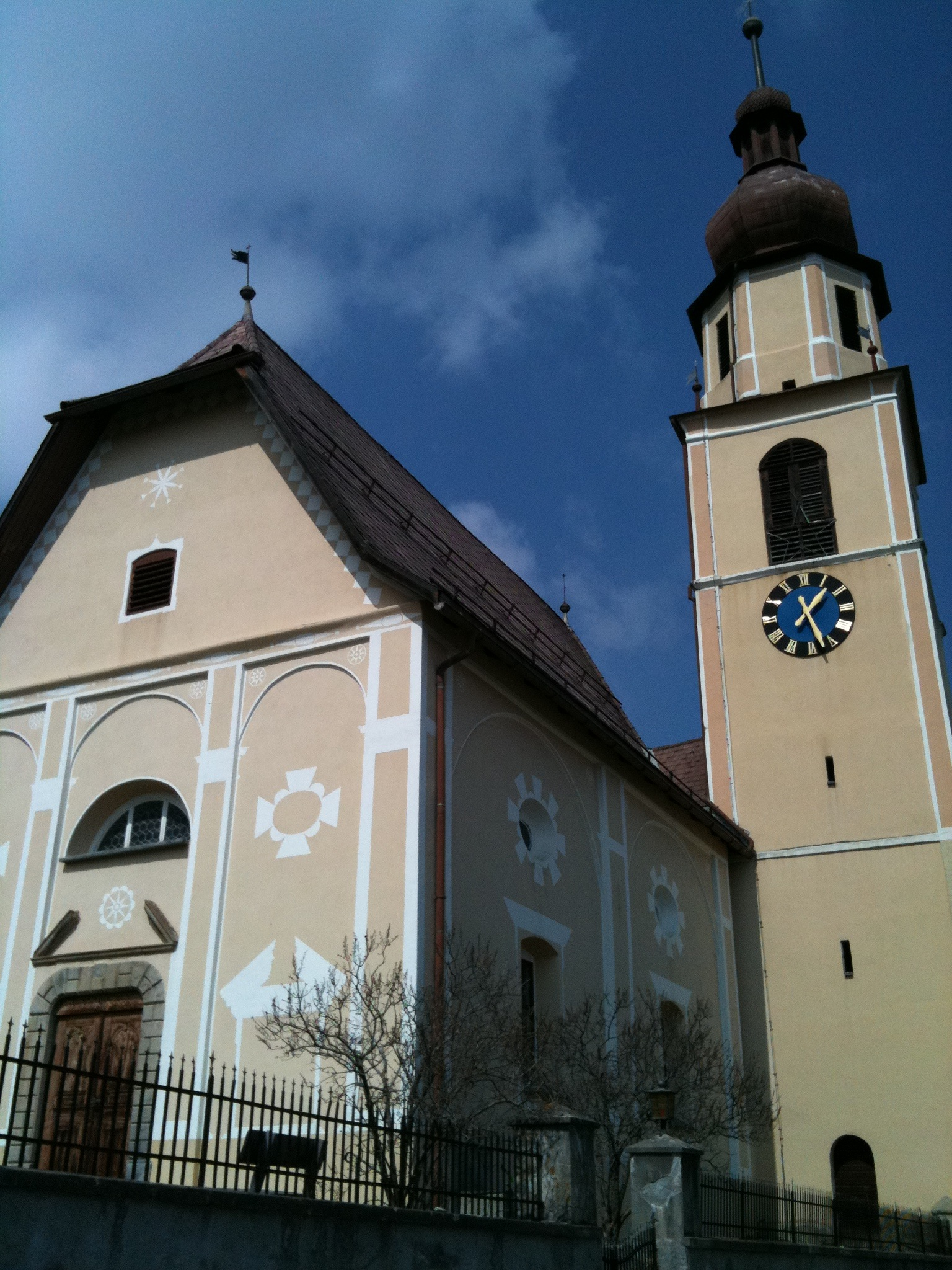
Aussenansicht

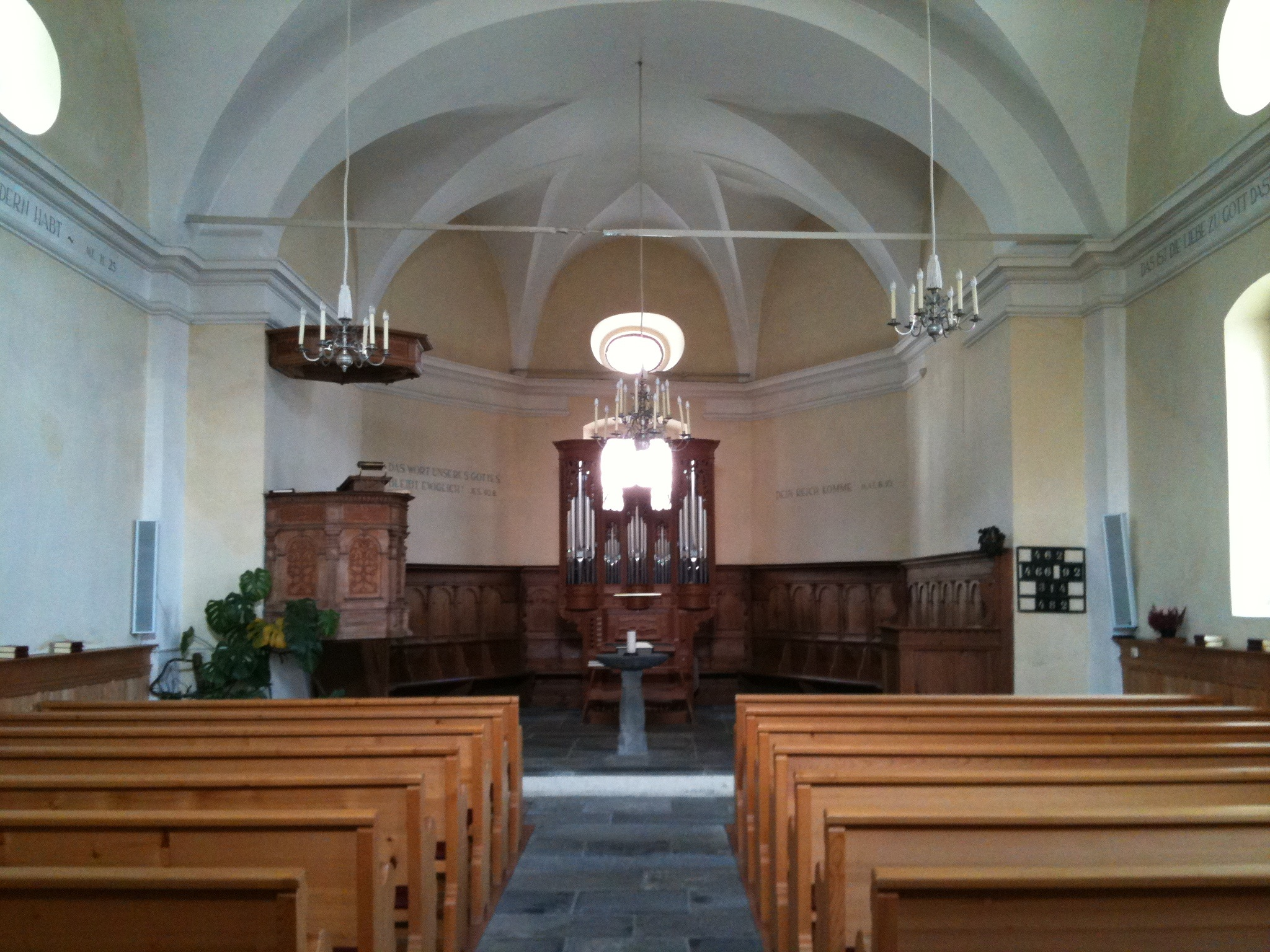
Das Kircheninnere

Die reformierte Kirche in Sarn am äusseren Heinzenberg ist ein evangelisch-reformiertes Gotteshaus unter dem Denkmalschutz des Kantons Graubünden.

## Geschichte und Ausstattung
Die Kirche wurde 1686 auf Initiative von Caspar Grass errichtet, als sich nach den Bündner Wirren auch im Domleschg die politische und konfessionelle Lage beruhigte und klärte. Die Sarner Kirche ist der grösste Sakralbau am Ausserheinzenberg. Im Kircheninneren fällt der grosse, dreiseitig geschlossene und zum Kirchenschiff mit einem Segmentbogen geöffnete Chor mit der zentralen Barockorgel auf. Ihr ist ein Taufstein vorangestellt, der zugleich als Abendmahlstisch dient.

## Kirchliche Organisation
Die Evangelisch-reformierte Landeskirche Graubünden führt Sarn als Predigtstätte der Kirchgemeinde Ausserheinzenberg, welche mit Cazis in enger und mit Thusis in loser Pastorationsgemeinschaft steht.

## Galerie

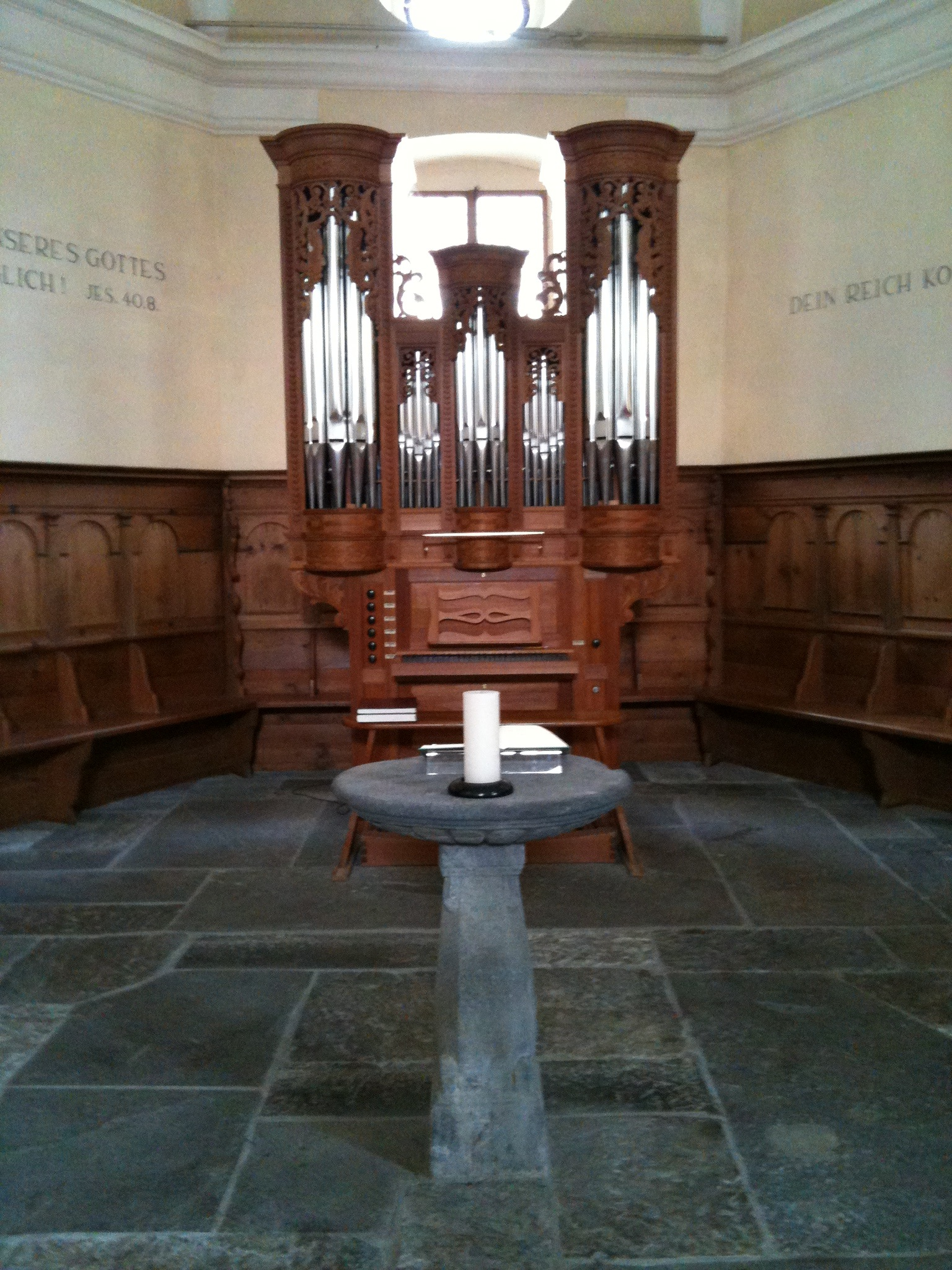
Taufstein und Orgel
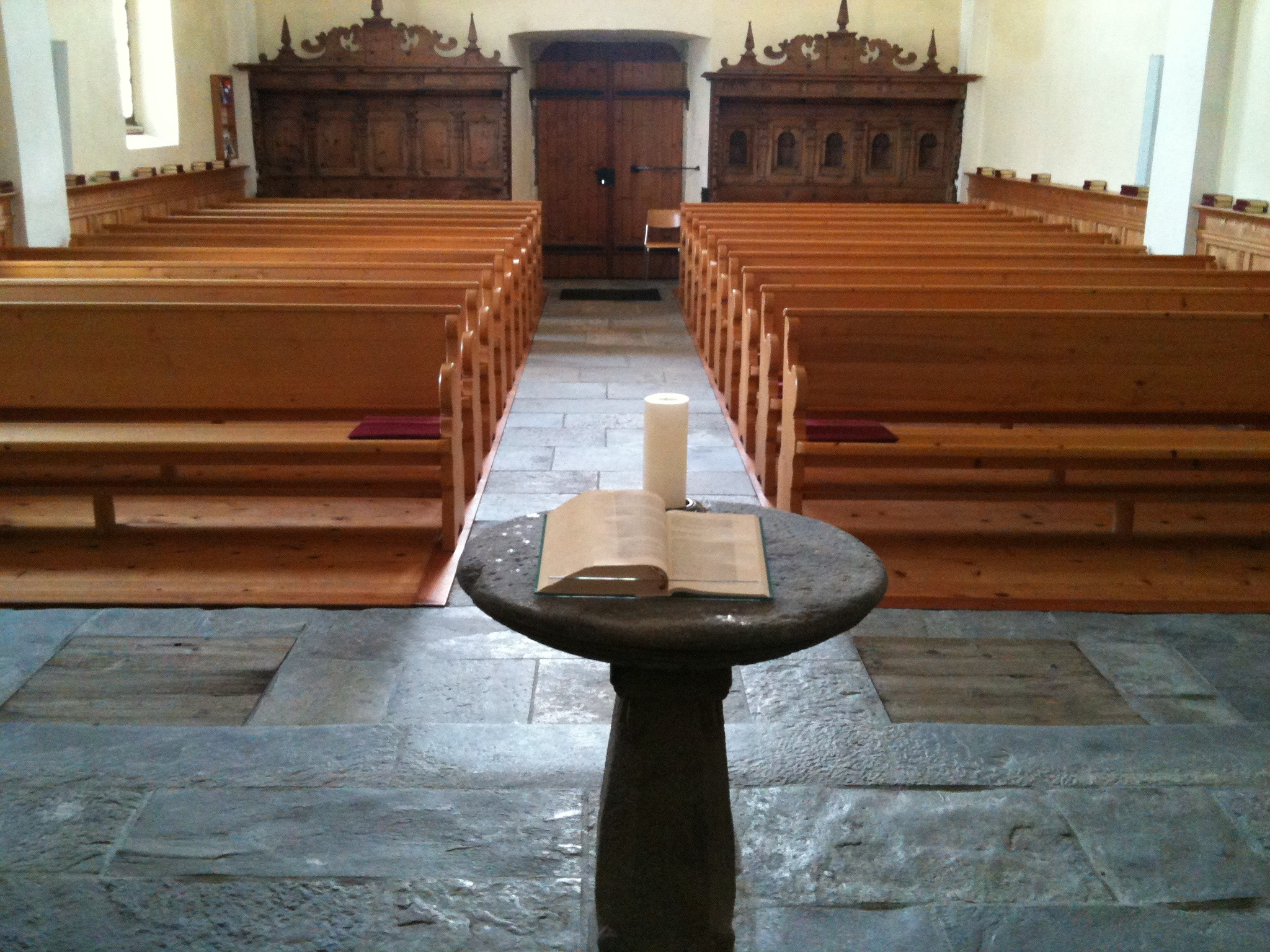
Blick aus dem Chor in das Schiff
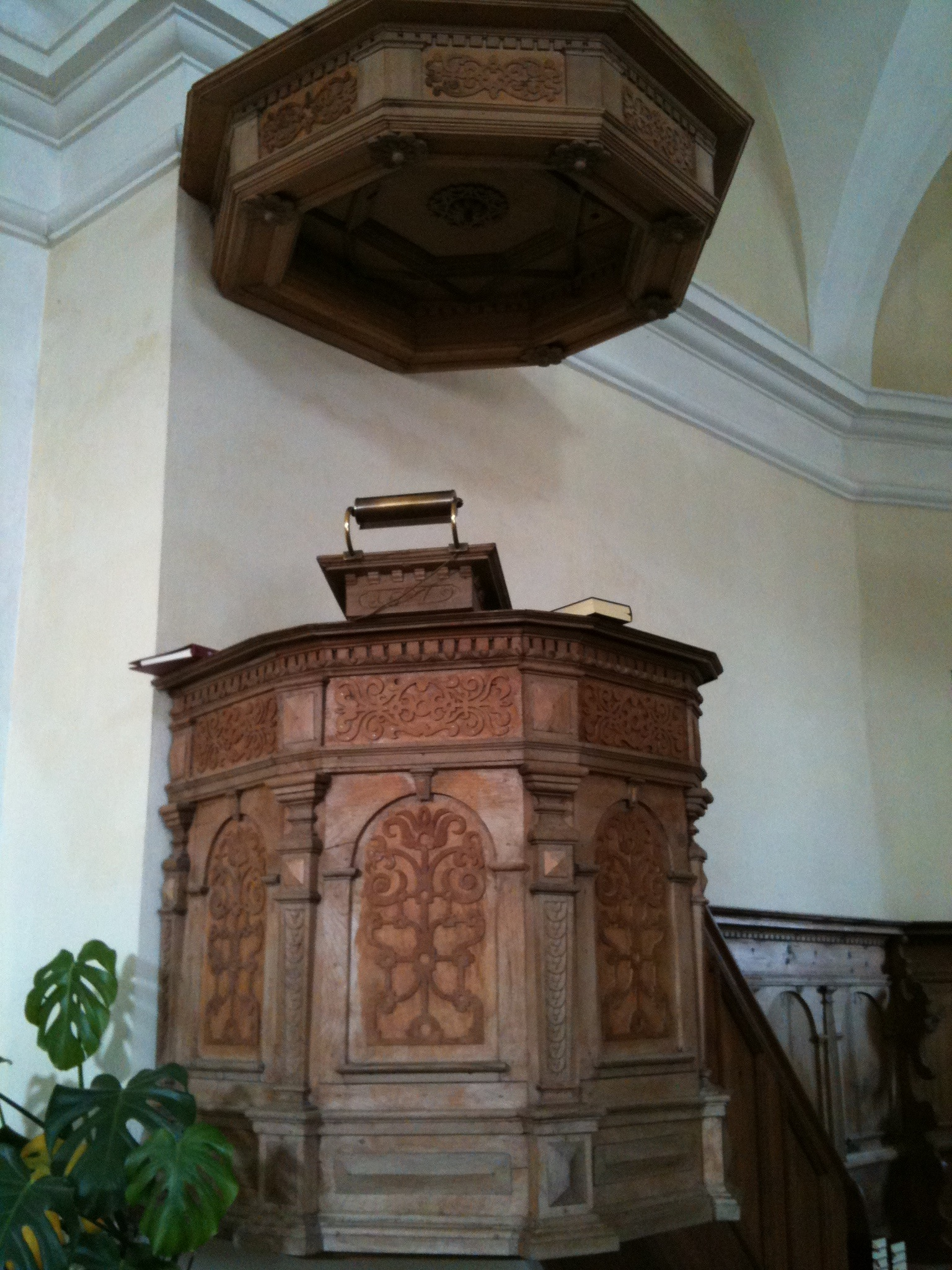
Kanzel